# Vacaciones mortales
Vacaciones mortales (título original Falling Rocks) es una película alemana de suspense dirigida en el 2000 por Peter Keglevic. Se estrenó el 29 de junio de 2000.

## Argumento
Un grupo de amigos que se encuentran en su último día de vacaciones en Ciudad del Cabo, Sudáfrica deciden recorrer el desierto del Kalahari antes de volver a casa, pero lo que promete ser una aventura para recordar empezará a torcerse en el momento que encuentran el cuerpo sin vida de un aviador, el cual portaba consigo mismo una caja de diamantes en bruto.

## Reparto
- Claudia Michelsen es Jessica.
- Koen De Bouw es Phil.
- Christoph Waltz es Louis.
- Anica Dobra es Barbara.
- Chiara Schoras Fiona.
- Aleksandar Jovanovic es Michael.
- André Hennicke es Alex.
- Lloyd Xhasa es el chico pequeño
- Kevin Basel es el cartero
- Candice Hillebrand es la mujer en el balcón